# Martín Vellisca
Martín Vellisca González (Madrid, 22 de agosto de 1971) es un exfutbolista español.

## Biografía
Hizo su debut en categoría nacional en las filas del Atlético Madrileño C. F. en 1990, jugando posteriormente en el Valdepeñas y el Getafe C. F. En 1993 fichó por el Salamanca, equipo con el que debutó en Primera División, y en el que permaneció durante 6 temporadas. En 1999, tras descender la Unión Deportiva Salamanca a segunda división, fichó por el Real Zaragoza, donde consiguió sus mayores logros, al ganar en dos ocasiones la Copa del Rey.
En 2004 fichó por el Almería de Segunda División, equipo en el que permaneció dos temporadas, firmando con el Logroñés C. F. en 2006.
Permaneció en el Logroñés Club de Fútbol hasta la desaparición de dicho club en el año 2008, momento en el que decidió retirarse, cuando la entidad se negó a comenzar la temporada en tercera división tras el descenso a esta categoría al finalizar la temporada anterior.

## Clubes
| Club                     | País   | Año       |
| ------------------------ | ------ | --------- |
| Atlético Madrileño C. F. | España | 1990-1991 |
| C. F. Valdepeñas         | España | 1991-1992 |
| Getafe C. F.             | España | 1992-1993 |
| U. D. Salamanca          | España | 1993-1999 |
| Real Zaragoza            | España | 1999-2004 |
| U. D. Almería            | España | 2004-2006 |
| Logroñés C. F.           | España | 2006-2008 |

## Palmarés

### Títulos nacionales
| Título       | Club          | País   | Año  |
| ------------ | ------------- | ------ | ---- |
| Copa del Rey | Real Zaragoza | España | 2001 |
| Copa del Rey | Real Zaragoza | España | 2004 |